# Jean-Marie Devaisnes
Jean-Marie-Eusèbe Devaisnes est un homme politique français né le 9 mars 1770 à Paris où il est mort le 24 février 1840.
Préfet et chevalier d'Empire en 1808, il devient pair de France le 11 octobre 1832.

## Source
« Jean-Marie Devaisnes », dans Adolphe Robert et Gaston Cougny, Dictionnaire des parlementaires français, Edgar Bourloton, 1889-1891 [détail de l’édition]